# Диференціальна геометрія
Диференціа́льна геоме́трія (англ. Differential geometry) — це математична дисципліна яка застосовує методи математичного аналізу для вивчення гладких кривих, поверхонь і, в найзагальнішому вигляді, їхніх {\displaystyle n}-вимірних аналогів, які називаються многовидами. До ґрунтовних понять диференціальної геометрії належать дотична пряма й площина, довжина, площа, а також кривина ліній і поверхонь.

## Координати
Можна розглядати многовид розмірності {\displaystyle n} ззовні, як підмножину в евклідовому просторі більшої розмірності {\displaystyle N}. Задамо декартову систему координат {\displaystyle x^{1},x^{2},\ldots ,x^{N}} в охоплюючому евклідовому просторі, а сам многовид параметризуємо змінними {\displaystyle u^{1},u^{2},\ldots ,u^{n}}.
На прикладі таких многовидів як коло або сфера, бачимо, що не завжди можна вибрати таку параметризацію, щоб взаємно однозначно покрити нею весь многовид. Для одиничного кола на площині маємо:
{\displaystyle \left\{{\begin{array}{cc}x^{1}=\cos \,u\\x^{2}=\sin \,u\end{array}}\right.}
і при збільшенні {\displaystyle u} на {\displaystyle 2\pi } ми повторно параметризуємо ту саму точку многовиду.
Цю проблему можна обійти, розбивши многовид на шматки, що частково перекриваються подібно до атласу карт Землі. В кожному зі шматків вводимо свою параметризацію (яку будемо також називати системою координат). В областях, що перекриваються, ми маємо одночасно дві або більше систем координат. Основною вимогою до формул диференціальної геометрії є їхня інваріантність щодо заміни координат на многовиді.
Позначимо радіус-вектор в охоплюючому просторі: {\displaystyle \mathbf {r} =\{x^{1},x^{2},\ldots ,x^{N}\}} 

Для точок многовиду цей радіус-вектор залежить від локальних параметрів: {\displaystyle \mathbf {r} =\mathbf {r} (u^{1},u^{2},\ldots ,u^{n})}
Похідні радіус-вектора по параметрах:
{\displaystyle \mathbf {r} _{i}={{\partial \mathbf {r} } \over {\partial u^{i}}}} утворюють базис в афінному просторі, дотичному до многовида в даній точці. При переході до іншої параметризації {\displaystyle {\hat {u}}^{i}}(зміни локальної системи координат), маємо новий базис, який виражається через старий за тензорними правилами:
{\displaystyle (1)\qquad {\hat {\mathbf {r} }}_{i}={{\partial u^{j}} \over {\partial {\hat {u}}_{i}}}\mathbf {r} _{j}}
У цій формулі і надалі за однаковими індексами, один з яких знаходиться вгорі, а другий внизу, проводиться додавання (правило Ейнштейна, цей процес називається згорткою за індексами).

## Метричний тензор
Знайдемо квадрат відстані {\displaystyle ds} між двома близькими точками многовиду:

{\displaystyle (2)\qquad ds^{2}=(d\mathbf {r} \cdot d\mathbf {r} )=(\mathbf {r} _{i}\cdot \mathbf {r} _{j})du^{i}du^{j}=g_{ij}du^{i}du^{j}}
Величини {\displaystyle g_{ij}=(\mathbf {r} _{i}\cdot \mathbf {r} _{j})} називаються компонентами метричного тензора (з нижніми індексами). Сукупність цих величин можна розглядати як матрицю з детермінантом {\displaystyle g=\det(g_{ij})}. Матриця {\displaystyle g_{ij}} симетрична і невироджена, і {\displaystyle g\neq 0} в усіх точках многовиду. Обернена матриця до метричного тензора позначається тією ж літерою {\displaystyle g^{ij}}, але з верхніми індексами.
Із властивостей обернених матриць маємо такі рівності:
{\displaystyle (3)\qquad g_{ik}g^{kj}=\delta _{i}^{j}}
{\displaystyle (3a)\qquad {{\partial g} \over {\partial g_{ij}}}=g\,g^{ij}}
Сам метричний тензор і всі величини, які виражаються через його компоненти і їхні похідні, відносяться до внутрішньої геометрії многовиду, бо для їх визначення не потрібно виходити в охоплюючий евклідовий простір.
За допомогою метричного тензора можна піднімати і опускати індекси векторів та тензорів. Наприклад можна ввести дуальний базис в дотичному афінному просторі:

{\displaystyle (4)\qquad \mathbf {r} ^{i}=g^{ik}\mathbf {r} _{k}}
Для скалярних добутків векторів основного та дуального базисів маємо:
{\displaystyle (5)\qquad (\mathbf {r} ^{i}\cdot \mathbf {r} _{j})=g^{ik}(\mathbf {r} _{k}\cdot \mathbf {r} _{j})=g^{ik}g_{kj}=\delta _{j}^{i}}
Можна також розлядати довільний дотичний до многовиду вектор {\displaystyle \mathbf {a} } і розкласти його за базисом {\displaystyle \mathbf {r} _{i}} і за дуальним базисом {\displaystyle \mathbf {r} ^{i}}:
{\displaystyle (5)\qquad \mathbf {a} =a^{i}\mathbf {r} _{i}=a_{i}\mathbf {r} ^{i}}
Коефіцієнти {\displaystyle a_{i}=(\mathbf {a} \cdot \mathbf {r} _{i})} називаються коваріантними координатами вектора, бо вони при зміні системи координат змінюються аналогічно базисни векторам у формулі (1):
{\displaystyle (6)\qquad {\hat {a}}_{i}={{\partial u^{j}} \over {\partial {\hat {u}}_{i}}}a_{j}}
Аналогічні коефіцієнти {\displaystyle a^{i}} називаються контраваріантними координатами вектора, бо вони перетворюються через обернену матрицю переходу, аналогічно векторам {\displaystyle \mathbf {r} ^{i}} дуального базису:
{\displaystyle (7)\qquad {\hat {a}}^{i}={{\partial {\hat {u}}^{i}} \over {\partial u_{j}}}a^{j}}

## Символи Кристофеля
Інформацію про кривину многовиду може бути одержана з других похідних радіус-вектора, оскільки при переході до сусідньої точки дотичні вектори {\displaystyle \mathbf {r} _{i}} кривого многовиду повертаються разом з поворотом дотичного афінного простору.
Розкладемо вектор охоплюючого простору {\displaystyle \mathbf {r} _{ij}} на дві частини, паралельну і ортогональну до многовиду:
{\displaystyle (8)\qquad \mathbf {r} _{ij}={{\partial ^{2}\mathbf {r} } \over {\partial u^{i}\partial u^{j}}}=\Gamma _{ij}^{k}\mathbf {r} _{k}+\mathbf {b} _{ij}}
У цій формулі паралельна частина розкладена за базисом {\displaystyle \mathbf {r} _{i}}. Коефіцієнти розкладу {\displaystyle \Gamma _{ij}^{k}} називаються символами Кристофеля. Із симетрії другої похідної слідує, що як символи Крістофеля {\displaystyle \Gamma _{ij}^{k}} так і вектори {\displaystyle \mathbf {b} _{ij}} симетричні за індексами {\displaystyle i}, {\displaystyle j}:
{\displaystyle (9)\qquad \Gamma _{ij}^{k}=\Gamma _{ji}^{k}}
{\displaystyle (9a)\qquad \mathbf {b} _{ij}=\mathbf {b} _{ji}}
Можна знайти символи Кристофеля, розглядаючи похідні від компонентів метричного тензора:
{\displaystyle (10)\qquad g_{ij,k}={{\partial g_{ij}} \over {\partial u^{k}}}={\partial  \over {\partial u^{k}}}(\mathbf {r} _{i}\cdot \mathbf {r} _{j}))=(\mathbf {r} _{ik}\cdot \mathbf {r} _{j})+(\mathbf {r} _{i}\cdot \mathbf {r} _{jk})=\Gamma _{ik,j}+\Gamma _{jk,i}}
В останній формулі введено позначення символів Кристофеля з опущеними верхніми індесками:
{\displaystyle (11)\qquad \Gamma _{ik,j}=(\mathbf {r} _{ik}\cdot \mathbf {r} _{j})=((\Gamma _{ik}^{s}\mathbf {r} _{s}+\mathbf {b} _{ik})\cdot \mathbf {r} _{j})=\Gamma _{ik}^{s}(\mathbf {r} _{s}\cdot \mathbf {r} _{j})=g_{js}\Gamma _{ik}^{s}}
Із формули (10) можна знайти символи Кристофеля через похідні метричного тензора. Для цього запишемо формулу (10) ще двічі, переставляючи спочатку індекси {\displaystyle ik} а потім {\displaystyle jk}:
{\displaystyle (10a)\qquad g_{kj,i}=\Gamma _{ki,j}+\Gamma _{ji,k}}
{\displaystyle (10b)\qquad g_{ik,j}=\Gamma _{ij,k}+\Gamma _{kj,i}}
Додаючи (10a) i (10b), і віднімаючи (10) з врахуванням симетрії символів Кристофеля за першими двома індексами, одержуємо:
{\displaystyle (12)\qquad \Gamma _{ij,k}={1 \over 2}(g_{jk,i}+g_{ik,j}-g_{ij,k})}
Отже символи Крістофеля поряд з метричним тензором є об'єктами внутрішньої геометрії многовида:
{\displaystyle (13)\qquad \Gamma _{ij}^{k}={1 \over 2}g^{ks}(g_{js,i}+g_{is,j}-g_{ij,s})}
Знайдемо, як перетворюється формула (8) при переході до іншої системи координат:
{\displaystyle \qquad {\hat {\Gamma }}_{ij}^{k}{\hat {\mathbf {r} }}_{k}+{\hat {\mathbf {b} }}_{ij}={\hat {\mathbf {r} }}_{ij}={\partial  \over \partial {\hat {u}}^{i}}{\hat {\mathbf {r} }}_{j}={\partial  \over \partial {\hat {u}}^{i}}({\partial u^{k} \over \partial {\hat {u}}^{j}}\mathbf {r} _{k})={{\partial ^{2}u^{k}} \over \partial {\hat {u}}^{i}\partial {\hat {u}}^{j}}\mathbf {r} _{k}+{\partial u^{k} \over \partial {\hat {u}}^{j}}{\partial u^{s} \over \partial {\hat {u}}^{i}}\mathbf {r} _{ks}=}
{\displaystyle \qquad =({{\partial ^{2}u^{k}} \over \partial {\hat {u}}^{i}\partial {\hat {u}}^{j}}+{\partial u^{p} \over \partial {\hat {u}}^{j}}{\partial u^{s} \over \partial {\hat {u}}^{i}}\Gamma _{ps}^{k})\mathbf {r} _{k}+{\partial u^{k} \over \partial {\hat {u}}^{j}}{\partial u^{s} \over \partial {\hat {u}}^{i}}\mathbf {b} _{ks}}
Звідси маємо для символів Кристофеля:
{\displaystyle (14)\qquad {\hat {\Gamma }}_{ij}^{k}={\partial {\hat {u}}^{k} \over \partial u^{l}}({{\partial ^{2}u^{l}} \over \partial {\hat {u}}^{i}\partial {\hat {u}}^{j}}+{\partial u^{p} \over \partial {\hat {u}}^{j}}{\partial u^{s} \over \partial {\hat {u}}^{i}}\Gamma _{ps}^{l})}
і для вектора {\displaystyle \mathbf {b} _{ij}}:
{\displaystyle (15)\qquad {\hat {\mathbf {b} }}_{ij}={\partial u^{k} \over \partial {\hat {u}}^{j}}{\partial u^{s} \over \partial {\hat {u}}^{i}}\mathbf {b} _{ks}}
Отже символи Кристофеля перетворюються не за тензорними правилами (через наявність формулі (14) в доданку другої похідної), для будь-якої точки многовиду можна вибрати таку систему координат, щоб в даній точці символи Кристофеля перетворювалися в нуль.

## Коваріантна похідна
Формулу (8) можна переписати в такому вигляді:
{\displaystyle (16)\qquad \nabla _{j}\mathbf {r} _{i}=\partial _{j}\mathbf {r} _{i}-\Gamma _{ij}^{k}\mathbf {r} _{k}=\mathbf {b} _{ij}}
У цій формулі вираз у лівій частині називається коваріантною похідною (від коваріантного вектора {\displaystyle \mathbf {r} _{i}}), а сам значок {\displaystyle \nabla } називається «набла». Також в цій формулі введено скорочене позначення для частинних похідних по координатах многовиду:
{\displaystyle \qquad \partial _{j}={\partial  \over \partial u^{j}}}
Із формули (15) видно, що результатом дії коваріантної похідної на вектор {\displaystyle \mathbf {r} _{i}} є тензор другого рангу, оскільки ця величина ({\displaystyle \mathbf {b} _{ij}}) змінюється за тензорними правилами при переході до іншої системи координат.
Для довільного коваріантного вектора {\displaystyle a_{i}} ми одержимо аналогічний результат:
{\displaystyle (17)\qquad \nabla _{j}a_{i}=\partial _{j}a_{i}-\Gamma _{ij}^{k}a_{k}}
теж перетворюється за тензорними правилами. Цей результат очевидний з огляду на те, що як {\displaystyle a_{i}} так і {\displaystyle \mathbf {r} _{i}} змінюються через одну й ту ж матрицю переходу при заміні координат.
Символи Крістофеля в означенні коваріантної похідної компенсують деякою мірою кривину заданої (довільної кривої!) системи координат.
Поняття коваріантної похідної можна поширити на довільні тензори так, щоб результатом дії коваріантної похідної був тензор на одиничку вищого рангу (одним нижнім індексом більше), і для похідної добутку тензорів {\displaystyle T_{i_{1}i_{2}...}^{j_{1}j_{2}...}} і {\displaystyle U_{k_{1}k_{2}...}^{l_{1}l_{2}...}} виконувалось звичайне для похідних правило:
{\displaystyle (18)\qquad \nabla _{s}(T_{i_{1}i_{2}...}^{j_{1}j_{2}...}U_{k_{1}k_{2}...}^{l_{1}l_{2}...})=(\nabla _{s}T_{i_{1}i_{2}...}^{j_{1}j_{2}...})U_{k_{1}k_{2}...}^{l_{1}l_{2}...}+T_{i_{1}i_{2}...}^{j_{1}j_{2}...}(\nabla _{s}U_{k_{1}k_{2}...}^{l_{1}l_{2}...})}
Почнемо зі скаляра {\displaystyle \phi } (скалярного поля {\displaystyle \phi (u^{1},u^{2},...u^{n})}). Градієнт {\displaystyle \phi } уже перетворюється за правилами коваріантного вектора при заміні координат:
{\displaystyle \qquad {\partial \phi  \over \partial {\hat {u}}^{i}}={\partial u^{j} \over \partial {\hat {u}}^{i}}{\partial \phi  \over \partial u^{j}}}
Тому ми беремо його за означення коваріантної похідної скаляра: {\displaystyle \nabla _{i}\phi =\partial _{i}\phi }.
Тепер обчислимо коваріантну похідну від контраваріантного вектора (з верхнім індексом) {\displaystyle v^{i}}. Для цього продиференціюємо скалярний добуток нашого вектора {\displaystyle v^{i}} з довільним коваріантним вектором {\displaystyle a_{i}} (цей добуток є скалярним полем). З одного боку:
{\displaystyle \qquad \nabla _{j}(v^{i}a_{i})=\partial _{j}(v^{i}a_{i})=(\partial _{j}v^{i})a_{i}+v^{i}(\partial _{j}a_{i})}
З іншого боку:
{\displaystyle \qquad \nabla _{j}(v^{i}a_{i})=(\nabla _{j}v^{i})a_{i}+v^{i}(\nabla _{j}a_{i})=(\nabla _{j}v^{i})a_{i}+v^{i}(\partial _{j}a_{i}-\Gamma _{ij}^{k}a_{k})}
Віднявши від другого виразу перший маємо:
{\displaystyle \qquad 0=(\nabla _{j}v^{i})a_{i}-\Gamma _{ij}^{k}v^{i}a_{k}-(\partial _{j}v^{i})a_{i}=(\nabla _{j}v^{i}-\Gamma _{kj}^{i}v^{k}-\partial _{j}v^{i})a_{i}}
В останньому перетворенні ми зробили нехитру операцію — переставили місцями букви індексів {\displaystyle i} та {\displaystyle k}. Це можливо тому, що зміст згортки за двома однаковими індексами як суми, не залежить від того, якою буквою позначений індекс згортки.
Враховуючи, що вектор {\displaystyle a_{i}} довільний (ниприклад може бути паралельним одній з координатних осей {\displaystyle a={0,0,..1,0,..0}}), остання рівність може виконуватись тільки при такому ознаненні коваріантної похідної від контраваріантного вектора:
{\displaystyle (19)\qquad \nabla _{j}v^{i}=\partial _{j}v^{i}+\Gamma _{kj}^{i}v^{k}}
Тепер перейдемо до диференціювання тензорів вищого рангу. Почнемо для прикладу з мішаного тензора другого рангу {\displaystyle T_{j}^{i}} (з одним верхнім і одним нижнім індексом). Цей тензор перетворюєтся при заміні координат аналогічно добутку двох векторів {\displaystyle v^{i}a_{j}}. Для добутку векторів маємо:
{\displaystyle \qquad \nabla _{k}(v^{i}a_{j})=(\nabla _{k}v^{i})a_{j}+v^{i}(\nabla _{k}a_{j})=(\partial _{k}v^{i}+\Gamma _{sk}^{i}v^{s})a_{j}+v^{i}(\partial _{k}a_{j}-\Gamma _{jk}^{s}a_{s})=\partial _{k}(v^{i}a_{j})+\Gamma _{sk}^{i}v^{s}a_{j}-\Gamma _{jk}^{s}v^{i}a_{s}}
Отже і для тензора {\displaystyle T_{j}^{i}} маємо аналогічно:
{\displaystyle \qquad \nabla _{k}T_{j}^{i}=\partial _{k}T_{j}^{i}+\Gamma _{sk}^{i}T_{j}^{s}-\Gamma _{jk}^{s}T_{s}^{i}}
В такий же спосіб можна одержати загальну (і трохи громіздку) формулу для диференціювання тензорів з будь-якою кількістю верхніх та нижніх індексів:
{\displaystyle (20)\qquad \nabla _{k}T_{j_{1}j_{2}...}^{i_{1}i_{2}...}=\partial _{k}T_{j_{1}j_{2}...}^{i_{1}i_{2}...}+\Gamma _{sk}^{i_{1}}T_{j_{1}j_{2}...}^{si_{2}...}+\Gamma _{sk}^{i_{2}}T_{j_{1}j_{2}...}^{i_{2}s...}+...-\Gamma _{j_{1}k}^{s}T_{sj_{2}...}^{i_{1}i_{2}...}-\Gamma _{j_{2}k}^{s}T_{j_{1}s...}^{i_{1}i_{2}...}-...}
В цій формулі доданки з символами Крістофеля зустрічаються зі знаком плюс для кожного верхнього індекса тензора, і зі знаком мінус для кожного нижнього індекса тензора.
Тепер, маючи загальну формулу, знайдемо коваріантну похідну метричного тензора {\displaystyle g_{ij}}:
{\displaystyle \qquad \nabla _{k}g_{ij}=\partial _{k}g_{ij}-\Gamma _{ik}^{s}g_{sj}-\Gamma _{jk}^{s}g_{is}=\partial _{k}g_{ij}-\Gamma _{ik,j}-\Gamma _{jk,i}=0}
Останню рівність ми записали, скориставшись формулою (10).
Таким чином, метричний тензор поводиться як константа стосовно коваріантної похідної — в формулах його можна переставляти з наблою (виносити за знак похідної)

## Властивості кривої на многовиді
Розглянемо криву лінію, що лежить у многовиді. Точки кривої параметризуємо натуральним пораметром {\displaystyle s}. Ми можемо дивитись на цю криву з двох точок зору.
Якщо глянути із многовиду, то кожному значенню параметра {\displaystyle s} відповідає точка многовиду, яка має координати {\displaystyle u^{1},u^{2},...u^{n}}, тобто:
{\displaystyle (21)\qquad u^{i}=u^{i}(s)}
Якщо ж дивитися із охоплюючого евклідового простору, то точки кривої задаються радіус-вектором {\displaystyle \mathbf {r} =\mathbf {r} (s)}, і ми можемо записати одиничний дотичний вектор до кривої {\displaystyle \mathbf {\tau } ={d\mathbf {r}  \over ds}}, а також вектор кривини кривої {\displaystyle \mathbf {k} ={d^{2}\mathbf {r}  \over ds^{2}}}.
Очевидний зв"язок між цими двома точками зору
{\displaystyle \qquad \mathbf {r} (s)=\mathbf {r} (u^{1}(s),u^{2}(s),...u^{n}(s))}
Знайдемо дотичний вектор кривої:
{\displaystyle \qquad \mathbf {\tau } ={d\mathbf {r}  \over ds}={\partial \mathbf {r}  \over \partial u^{i}}{du^{i} \over ds}={du^{i} \over ds}\mathbf {r} _{i}}
Отже, як це і очевидно, одиничний дотичний вектор кривої лежить в дотичному афінному просторі многовида (розкладається за його базисом {\displaystyle \mathbf {r} _{i}}), і має такі контраваріантні координати:
{\displaystyle \qquad \tau ^{i}={du^{i} \over ds}}
Тепер займемося кривиною. Маємо:
{\displaystyle \qquad \mathbf {k} ={d^{2}\mathbf {r}  \over ds^{2}}={d \over ds}(\tau ^{i}\mathbf {r} _{i})={d\tau ^{i} \over ds}\mathbf {r} _{i}+\tau ^{i}{d\mathbf {r} _{i} \over ds}}
Обчислимо окремо похідну в другому доданку:
{\displaystyle \qquad {d\mathbf {r} _{i} \over ds}=\mathbf {r} _{ij}{du^{j} \over ds}=(\Gamma _{ij}^{k}\mathbf {r} _{k}+\mathbf {b} _{ij})\tau ^{j}}
Отже, знову перейменувавши індекси, за якими проводиться згортка, одержуємо такий вираз:
{\displaystyle \qquad \mathbf {k} =({d\tau ^{i} \over ds}+\Gamma _{sk}^{i}\tau ^{s}\tau ^{k})\mathbf {r} _{i}+\mathbf {b} _{ij}\tau ^{i}\tau ^{j}=\mathbf {k_{\|}} +\mathbf {k_{\perp }} }
Отже вектор кривини кривої розкладається на два ортогональні між собою вектори: вектор {\displaystyle \mathbf {k_{\|}} } називається геодезичною кривиною, він дотичний до многовида, а вектор {\displaystyle \mathbf {k_{\perp }} =\mathbf {b} _{ij}\tau ^{i}\tau ^{j}} ортогональний до многовида і залежить тільки від напрямку дотичної {\displaystyle \mathbf {\tau } } а не того, як крива викривляється всередині многовида.
Легко показати, що вектор геодезичної кривини також ортогональний до дотичного вектора кривої:
{\displaystyle \qquad (\mathbf {\tau } \cdot \mathbf {k_{\|}} )=(\mathbf {\tau } \cdot \mathbf {k} )-(\mathbf {\tau } \cdot \mathbf {k_{\perp }} )=0}
Його контраваріантні координати дорівнюють:
{\displaystyle (22)\qquad k_{\|}^{i}={d\tau ^{i} \over ds}+\Gamma _{sk}^{i}\tau ^{s}\tau ^{k}}

## Геодезична лінія
Тепер ми можемо поставити питання, яка лінія на многовиді «найрівніша», тобто має найменшу кривину. Маємо:
{\displaystyle \qquad k={\sqrt {\mathbf {k} _{\|}^{2}+\mathbf {k} _{\perp }^{2}}}\geq k_{\perp }}
Тобто кривина лінії не може бути менша за кривину многовида в даному напрямку. Рівність досягається тоді, коли крива має нульову геодезичну кривину:
{\displaystyle (23)\qquad {d\tau ^{i} \over ds}+\Gamma _{jk}^{i}\tau ^{j}\tau ^{k}=0}
Вважаючи метрику заданою (тобто відомими функції координат {\displaystyle g_{ij}=g_{ij}(u)}, а отже і {\displaystyle \Gamma _{ij}^{k}=\Gamma _{ij}^{k}(u)}), ми одержуємо з (23) систему {\displaystyle n} звичайних диференціальних рівнянь другого порядку відносно {\displaystyle n} невідомих функцій {\displaystyle u^{1}(s),u^{2}(s),...u^{n}(s)}:
{\displaystyle (24)\qquad {d^{2}u^{i} \over ds^{2}}+\Gamma _{jk}^{i}(u){du^{j} \over ds}{du^{k} \over ds}=0}
Це рівняння можна розв'язувати як задачу Коші, задавши початкову точку {\displaystyle u_{(0)}^{i}} і одиничний вектор напрямку {\displaystyle \tau _{(0)}^{i}} в цій точці. Цей розв'язок завжди існує, якщо символи Крістофеля є обмеженими неперервними функціями. Розв'язок цього рівняння приймемо за означення геодезичної лінії.
Ми вже бачили дві властивості геодезичної лінії — ця лінія має нульову геодезичну кривину, а також має найменшу кривину в охоплюючому евклідовому просторі серед усіх кривих, що лежать на многовиді і мають спільну дотичну.
Геодезична лінія має ще дві важливі властивості: по-перше, дотичний вектор переноситься паралельно вздовж кривої, а по-друге, для двох достатньо близьких точок на многовиді, найкоротшою кривою на многовиді, що сполучає ці точки, є відрізок геодезичної лінії.
Про останню властивість треба зробити два зауваження — {\displaystyle 1}. у псевдо-евклідовому просторі (скалярний квадрат вектора може бути і додатнім і від'ємним) це можливо не так, але навіть в евклідовому просторі я не знаю доведення додатньої визначеності квадратичної форми другої варіації; 2. перша варіація довжини кривої дорівнює нулю на геодезичній, як в евклідовому, так і в псевдоевклідовому просторах.
Далі, остання властивість допускає узагальнення на підмноговиди розмірності {\displaystyle p=2...n-1}. А саме ми можемо задати «рамку», або край розмірності {\displaystyle p-1}, і шукати многовид з цим краєм, який має мінімальну «площу» (подібно мильній плівці у рамці).

## Кривина многовида вздовж дотичної прямої
Для кривої на многовиді ми мали:
{\displaystyle (25)\qquad \mathbf {k} _{\perp }=\mathbf {b} _{ij}\tau ^{i}\tau ^{j}}
Як бачимо, ця величина залежить тільки від напрямку одиничного вектора {\displaystyle \tau ^{i}}, причому вона однакова для протилежних векторів {\displaystyle \tau ^{i}} і {\displaystyle -\tau ^{i}}, (тобто залежить тільки від прямої, на якій лежать ці вектори).
Можна розглядати і не тільки одиничні вектори, в цьому випадку формула (25) зміниться на:
{\displaystyle (26)\qquad \mathbf {k} _{\perp }={{\mathbf {b} _{ij}v^{i}v^{j}} \over {g_{ij}v^{i}v^{j}}}}
Квадратичну форму {\displaystyle {\mathbf {b} _{ij}v^{i}v^{j}}} називають першою, а {\displaystyle g_{ij}v^{i}v^{j}} другою.
Як бачимо, вся інформація про кривину многовида міститься у векторах {\displaystyle \mathbf {b} _{ij}}.

## Тензор внутрішньої кривини (тензор Рімана)
Кривину многовида можна помітити із середини. Очевидно, що внутрішня кривина має бути тензорною величиною, щоб не залежати від системи координат.
Ми маємо два тензорних об'єкта внутрішньої геометрії — метричний тензор {\displaystyle g_{ij}} та коваріантну похідну {\displaystyle \nabla _{i}}. Обмежуючись тільки ними, ми нічого нового не одержимо, оскільки коваріантна похідна метричного тензора дорівнює нулю ({\displaystyle \nabla _{k}g{ij}=0}). Тому розглянемо ще один об'єкт — (довільне) тензорне поле, і будемо повторно застосовувати до нього коваріантну похідну. У випадку евклідового простору похідні по різних координатах комутують між собою: {\displaystyle \partial _{i}\partial _{j}T=\partial _{j}\partial _{i}T}. Для кривого многовида ця властивість невірна. Позначимо за допомогою квадратних дужок комутатор коваріантних похідних (різницю між добутком і перставленим добутком):
{\displaystyle \qquad [\nabla _{i}\nabla _{j}]=\nabla _{i}\nabla _{j}-\nabla _{j}\nabla _{i}}
Будемо рухатись від найпростішого. Розглянемо скалярне поле {\displaystyle \phi } (тензор нульового рангу).
{\displaystyle \qquad \nabla _{i}(\nabla _{j}\phi )=\partial _{i}(\nabla _{j}\phi )-\Gamma _{ij}^{k}\nabla _{k}\phi =\partial _{i}\partial _{j}\phi -\Gamma _{ij}^{k}\nabla _{k}\phi }
Як бачимо, обидва доданки в останній сумі симетричні за індексами {\displaystyle i,j}. Тому:
{\displaystyle \qquad [\nabla _{i}\nabla _{j}]\phi =0}
Тепер розглянемо коваріантний вектор {\displaystyle a_{i}} (тензор першого рангу). Розпишемо другу коваріантну похідну:
{\displaystyle \qquad \nabla _{j}(\nabla _{k}a_{i})=\partial _{j}(\nabla _{k}a_{i})-\Gamma _{jk}^{s}\nabla _{s}a_{i}-\Gamma _{ij}^{s}\nabla _{k}a_{s}=\partial _{j}(\partial _{k}a_{i}-\Gamma _{ik}^{s}a_{s})-\Gamma _{jk}^{s}\nabla _{s}a_{i}-\Gamma _{ij}^{s}(\partial _{k}a_{s}-\Gamma _{sk}^{p}a_{p})=}
{\displaystyle \qquad =(\partial _{j}\partial _{k}a_{i}-\Gamma _{jk}^{s}\nabla _{s}a_{i})-(\Gamma _{ik}^{s}\partial _{j}a_{s}+\Gamma _{ij}^{s}\partial _{k}a_{s})-(\partial _{j}\Gamma _{ik}^{s})a_{s}+\Gamma _{ij}^{s}\Gamma _{sk}^{p}a_{p}}
В останній сумі ми виділили на початку суми два доданки (кожен з них взято в дужки), які симетричні за індексами {\displaystyle j,k}. В останньому доданку цієї ж суми можна переставити місцями індекси {\displaystyle s,p} за якими проходить згортка. Остаточно маємо для комутатора:
{\displaystyle (27)\qquad [\nabla _{j}\nabla _{k}]a_{i}=-R_{\,ijk}^{s}a_{s}}
де введено позначення:
{\displaystyle (28)\qquad R_{\,ijk}^{s}=\partial _{j}\Gamma _{ik}^{s}-\partial _{k}\Gamma _{ij}^{s}+\Gamma _{ik}^{p}\Gamma _{pj}^{s}-\Gamma _{ij}^{p}\Gamma _{pk}^{s}}
Оскільки в лівій частині формули (27) стоїть тензорна величина, і вектор {\displaystyle a_{s}} є тензором першого рангу, то звідси слідує, що і щойно введена величина {\displaystyle R_{\,ijk}^{s}} є тензором. Цей тензор вперше відкрив німецький математик Бернгард Ріман (1854).

## Навчальні матеріали
- (укр.) Курс лекцій з диференціальної геометрії, Сергій Максименко (Інститут математики НАН України), Список відтворення Диференціальна геометрія на YouTube.
- (англ.) A beginner's course on Differential Geometry, N. J. Wildberger (University of New South Wales), Список відтворення Диференціальна геометрія на YouTube.

### Українською
- Борисенко, О. А. Диференціальна геометрія і топологія: Навч. посібник для студ. — Харків : Основа, 1995. — 304 с. — ISBN 5-7768-0388-8. Архівовано з джерела 23 січня 2022
- О. Пришляк, Диференціальна геометрія [Архівовано 21 січня 2022 у Wayback Machine.], Київський національний університет імені Тараса Шевченка, 2004.

### Іншими мовами
- (рос.) Погорєлов О. В. Диференціальна геометрія. — М. : Наука, 1974. — 184 с. — ISBN 5-93972-068-4.
- (англ.) Joel W. Robbin, Dietmar A. Salamon, Introduction to Differential Geometry [Архівовано 26 вересня 2020 у Wayback Machine.],  ETH Zürich, 2020.
- (рос.) Гусейн-Заде С. М., Лекции по дифференциальной геометрии [Архівовано 21 січня 2022 у Wayback Machine.],  МГУ, 2001.